# NGC 4642
NGC 4642 é uma galáxia espiral (Sbc) localizada na direcção da constelação de Virgo. Possui uma declinação de -00° 38' 42" e uma ascensão recta de 12 horas, 43 minutos e 17,6 segundos.
A galáxia NGC 4642 foi descoberta em 1 de Janeiro de 1786 por William Herschel.